# Artur Gołuchowski
Artur Teobald Gołuchowski herbu Leliwa (ur. 1 lipca 1808, zm. 27 października 1893 w Łosiaczu) – polski hrabia, generał, działacz narodowy, powstaniec listopadowy i styczniowy.

## Życiorys
Urodził się 1 lipca 1808 w rodzinie hrabiego Wojciecha Stanisława Gołuchowskiego herbu Leliwa (1772-1840) i Zofii Józefy Czyż herbu Godziemba (1785-1846).
Wziął udział jako ochotnik w powstaniu listopadowym w stopniu podporucznika 5. Pułku Ułanów. Walczył o Olszynkę Grochowską, Iganiami i Ostrołęką. W Korpusie gen. Girolamo Ramorino kapitulował w zaborze austriackim, po czym gospodarował na roli. Nie stronił od działalności politycznej.
Wiosną 1863 członek komitetu białych we Lwowie, członek Komitetu Galicji Wschodniej w 1863 roku, powołany przez Rząd Narodowy na organizatora oddziałów jazdy w zaborze austriackim i mianowany przez stronnictwo białych generałem. Organizował oddziały powstańcze w Galicji, które miały przyjść z pomocą w powstaniu w Królestwie Polskim. Formował je z własnych środków i lokował po dworach ziemiańskich Podola. Po ogłoszenia przez Austrię stanu oblężenia rozpuścił je. W 1876-1877 został członkiem Tajnej Konfederacji Narodu Polskiego i z jej ramienia wszedł do tajnego rządu Galicji. 20 marca 1878 wybrany do Rady Państwa Austro-Węgier. Zawsze starał się być czynnym tam, gdzie działo się coś co mogło mieć związek z walką o niepodległość, m.in. nawiązał kontakty z działaczami polskimi w Turcji w sprawach tworzenia tam Legionu Polskiego. Interesował się udziałem Polaków w wojnie krymskiej.
Został członkiem pierwszej rady nadzorczej Towarzystwa Wzajemnych Ubezpieczeń w Krakowie od 1860 do 1864.
Zmarł 27 października 1893 w Łosiaczu w wieku 85 lat.
Zmarli powstańcy 1863 roku zostali odznaczeni przez prezydenta RP Ignacego Mościckiego 21 stycznia 1933 roku Krzyżem Niepodległości z Mieczami.

## Odznaczenia
- Order Virtuti Militari

## Życie prywatne
Był starszym bratem Agenora Gołuchowskiego namiestnika Galicji.